# Michael Menzel (Autor)
Michael Menzel (* 1964 in Dortmund) ist ein deutscher Rechtsanwalt, Richter am Thüringer Verfassungsgerichtshof und Autor.

## Leben und Wirken
Michael Menzel wuchs mit zwei Geschwistern in einer Dortmunder Arbeiterfamilie auf. Nach dem Abitur an der Gesamtschule Dortmund-Scharnhorst absolvierte er ein Studium der Rechtswissenschaften an der Philipps-Universität Marburg. 1993 schloss er dort das zweite Staatsexamen ab. Seit 1993 ist Menzel in Erfurt als Fachanwalt tätig, als Geschäftsführer leitet er die Menzel. Rechtsanwaltsgesellschaft mbH. Rechtsgebiete sind u. a. Arbeitsrecht, Verkehrsrecht sowie Miet- und Wohneigentumsrecht. Darüber hinaus hält er als Zertifizierte Fachkraft für Datenschutz und als Datenschutzauditor (DGI) Seminare und Weiterbildungen zur Datenschutz-Grundverordnung (DSGVO).
Von 1994 bis 2011 war Menzel Vorsitzender des Vermieterbundes Erfurt. Als ehemaliges CDU-Mitglied war er bis 2007 Mitglied des Erfurter Stadtrats. Im Jahr 2012 trat er als parteiloser Kandidat der Partei Die Linke bei der Erfurter Oberbürgermeisterwahl an. Mit Wirkung zum 7. Oktober 2015 wurde er durch den Thüringer Landtag für die Dauer von sieben Jahren zum Mitglied des Thüringer Verfassungsgerichtshofes bestellt, nachdem er seit 2010 bereits stellvertretendes Mitglied war.
Menzel ist Mitautor des Fachbuches Wohnungsmiete von A bis Z. 2021 veröffentlichte er seinen Debütroman, den Polit-Thriller „Schattenmächte“. In dem Roman geht es um eine geheime Operation der Alliierten im Nachkriegsdeutschland, die Rolle ehemaliger Nazigrößen und um das Netzwerk des Geheimdienstes.

## Veröffentlichungen
- mit Dilip D. Maitra: Wohnungsmiete von A bis Z. (ARD-Ratgeber Geld). vgs Verlag, Köln 2004, ISBN 3-8025-1616-8.
- 2021: Schattenmächte. Operation Omgus. Roman. THK-Verlag, Arnstadt 2021, ISBN 978-3-945068-48-9.